# 호프 연환

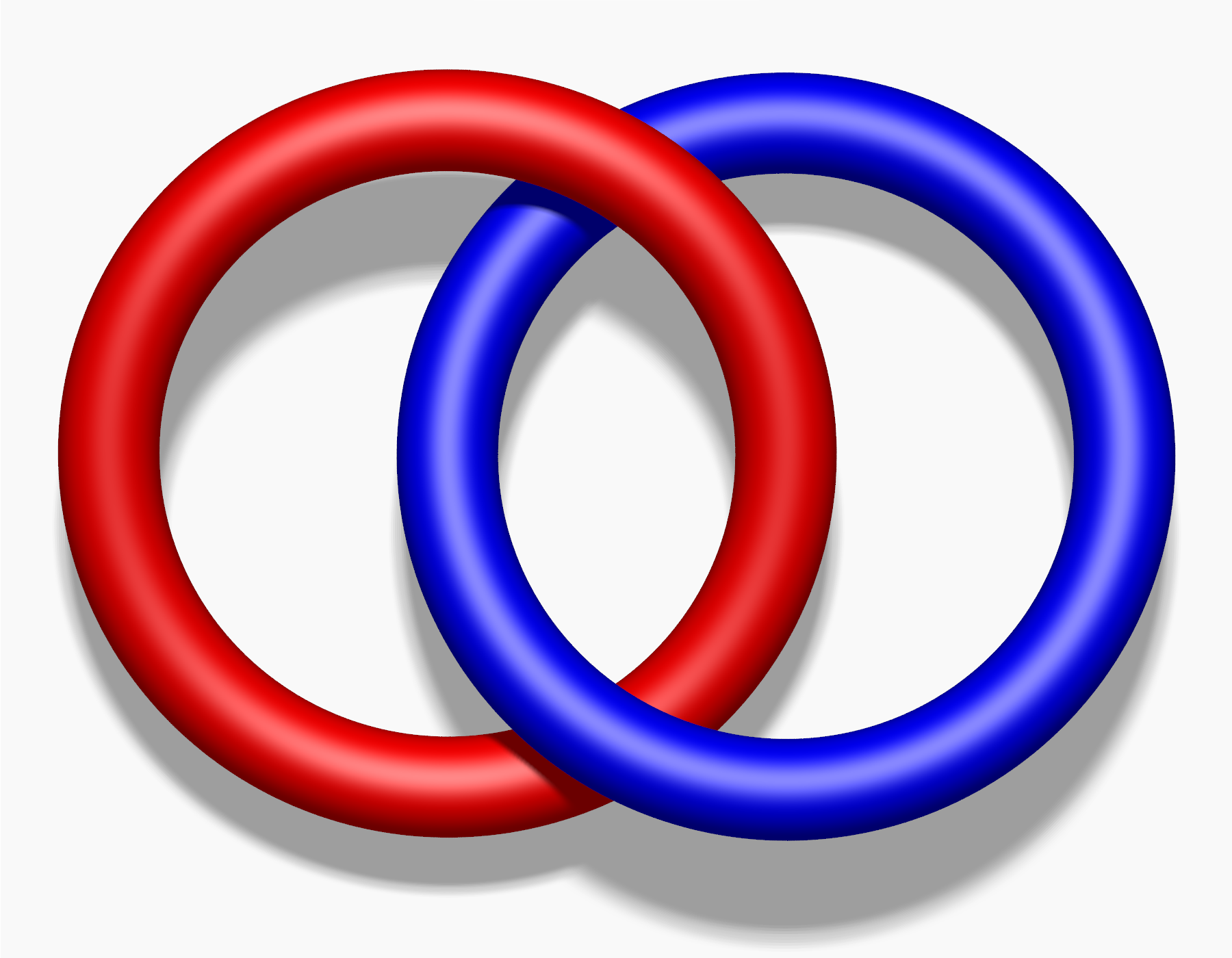
호프 연환

매듭 이론에서 호프 연환(Hopf連環, 영어: Hopf link)은 서로 얽힌 두 개의 원이다. 가장 간단한, 자명하지 않은 연환이다.

## 정의
호프 연환은 3차원 초구 {\displaystyle \mathbb {S} ^{3}} 속의, 두 개의 연결 성분을 가진, 자명하지 않은 유일한 연환이다. 그 알렉산더-브리그스 기호는 {\displaystyle 2_{1}^{2}}이다.
이는 (2,2)-원환면 연환이다.

## 성질
호프 연환 {\displaystyle L}의 매듭 여집합 {\displaystyle \mathbb {S} ^{3}\setminus L}은 {\displaystyle \mathbb {R} \times \mathbb {S} ^{1}\times \mathbb {S} ^{1}}과 미분 동형이며, 따라서 그 매듭군은
{\displaystyle \pi _{1}(\mathbb {S} ^{3}\setminus L)\cong \mathbb {Z} ^{\oplus 2}}
이다.

### 호프 올뭉치와의 관계
호프 올뭉치
{\displaystyle \pi \colon \mathbb {S} ^{3}\twoheadrightarrow \mathbb {S} ^{2}}
를 생각하자. 임의의 {\displaystyle x,y\in \mathbb {S} ^{2}}에 대하여, 만약 {\displaystyle x\neq y}라면, 이 두 점의 원상으로 구성된 연환
{\displaystyle \pi ^{-1}(\{x,y\})\subsetneq \mathbb {S} ^{3}}
은 항상 호프 연환이다. 이로부터, 호프 올뭉치가 자명한 올다발이 아님을 알 수 있다.

## 역사
16세기에 센요 소조(일본어: 専誉 僧正, 1530~1604)에 의하여 창시된, 진언종의 종파인 풍산파(일본어: 豊山派 부잔하[*])의 몬은 호프 연환의 모양을 하고 있다. 또한, 일본 아소(일본어: 麻生) 가문의 가몬인 지가이쿠기누키(일본어: 違釘抜) 역시 호프 연환을 나타낸다.
또한, 독일 라인란트팔츠 주의 마을인 포메른안데르모젤(독일어: Pommern an der Mosel)의 문장 역시 호프 연환을 포함하고 있다.

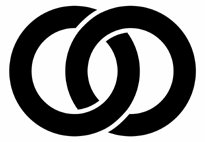
진언종 풍산파의 몬은 호프 연환을 나타낸다.
일본의 아소 가문의 가몬은 호프 연환을 나타낸다.
독일 포메른안데르모젤의 문장은 호프 연환을 포함한다.

이후 하인츠 호프가 1931년에 호프 올뭉치가 자명한 올다발이 아님을 증명하기 위하여 이 개념을 사용하였다.

## 같이 보기
- 보로메오 고리
- 카테네인